# 勒勒韦尔日
勒勒韦尔日（法語：Reulle-Vergy，法語發音：[ʁœl vɛʁʒi]）是法国科多尔省的一个市镇，位于该省南部，属于第戎区。

## 地理
勒勒韦尔日（47°11'11"N, 4°53'41"E）面积6.13 平方千米，位于法国勃艮第-弗朗什-孔泰大區科多尔省，该省份为法国中东部省份，北起奥布省，西接涅夫勒省和约讷省，南至索恩-卢瓦尔省，东南接汝拉省，东临上索恩省，东北部与上马恩省接壤。
与勒勒韦尔日接壤的市镇（或旧市镇、城区）包括：尚伯夫、尼伊圣乔治、屈尔蒂勒韦尔日、莱唐韦尔日、尚博勒米西尼、屈尔莱、泰尔南。
勒勒韦尔日的时区为UTC+01:00、UTC+02:00（夏令时）。

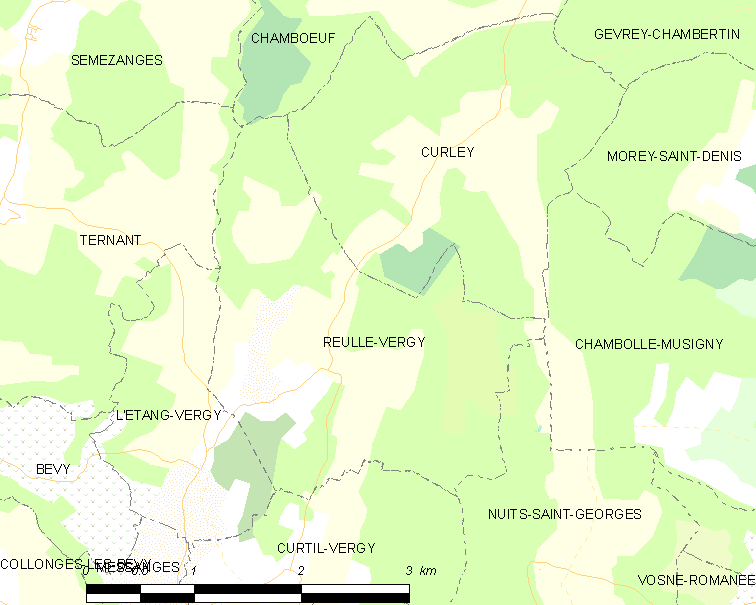
勒勒韦尔日的OSM定位图

## 行政
勒勒韦尔日的邮政编码为21220，INSEE市镇编码为21523。

## 政治
勒勒韦尔日所属的省级选区为隆维县。

## 人口

1962-2008年间勒勒韦尔日人口变化图示

勒勒韦尔日于2022年1月1日时的人口数量为163人。